# 郦县
郦县，中国古县名。
战国时期秦昭王攻取楚国的“析邑”和“郦邑”两地后在原“郦邑”置郦县，故名。属南阳郡，故城址在今河南省南阳市内乡县城关西北4公里赵店乡郦城村、申营村及其周围。北魏将其分为“南郦县”与“北郦县”，北周又合并。隋开皇初更名菊潭县。